# Тимко Валентин Іванович
Тимко Валентин Іванович (нар. 28 січня, 1949, Перекопівка Роменського району Сумська область) — український воєначальник, генерал-лейтенант (1995).

## Життєпис
Народився у селянській родині 28 січня 1949 року в с. Перекопівка Роменського району Сумська область.
20 серпня 1971 року, після закінчення навчання в Дніпропетровському металургійному інституті, був призваний на кадрову військову службу до Збройних Сил і призначений на посаду командира танкового взводу військової частини КВО. У квітні 1974 року був призначений командиром танкової роти, а з листопада 1976 р. — проходив службу на посаді командира танкового батальйону. 
Після закінчення у 1980 році Військової академії бронетанкових військ ім. Р. Малиновського, проходив службу на посадах старшого помічника начальника оперативного відділу штабу мотострілецької дивізії, начальника штабу укріпленого району, командира укріпленого району, з червня 1986 р. — начальника штабу - заступника командира мотострілецької дивізії у КВО, на Далекому Сході та в Центральній групі військ.
У 1992 році, після завершення навчання в Академії Генерального штабу, з липня 1992 по квітень 1994 року — командир мотострілецької дивізії у ПрикВО. З квітня 1994 по серпень 1996 року — командир 6 АК ОдВО. 
З 1996 року —  протягом декількох років проходив військову службу на посаді начальника штабу - першого заступника командувача військами Південного оперативного командування ЗС України.

## Нагороди
- Орден «За службу Батьківщині у Збройних Силах СРСР» III ступеня
- Іменна вогнепальна зброя[2]